# 蓝宝石
蓝宝石（英語：sapphire），屬於寶石級剛玉，為五種樞要寶石之一，主要成分是氧化铝（Al2O3）。
宝石级刚玉中除红色的红宝石之外，其它颜色刚玉宝石通称蓝宝石。蓝宝石的莫氏硬度为9，仅次于金刚石。25℃时的电阻率为1×1011Ω·cm，电绝缘性能优良。此外蓝宝石还具有良好的光学透过性、热传导性以及优良的机械性能，主要应用在耐磨原件、窗口材料以及电子器件领域。

## 名称
通常蓝宝石泛指蓝色的刚玉，其它颜色的刚玉则通常用其颜色来描述，如黄色蓝宝石、绿色蓝宝石等。蓝宝石的英文名称为Sapphire，一般认为源自希腊文Sappheiros，意为蓝色的石头。

## 成分

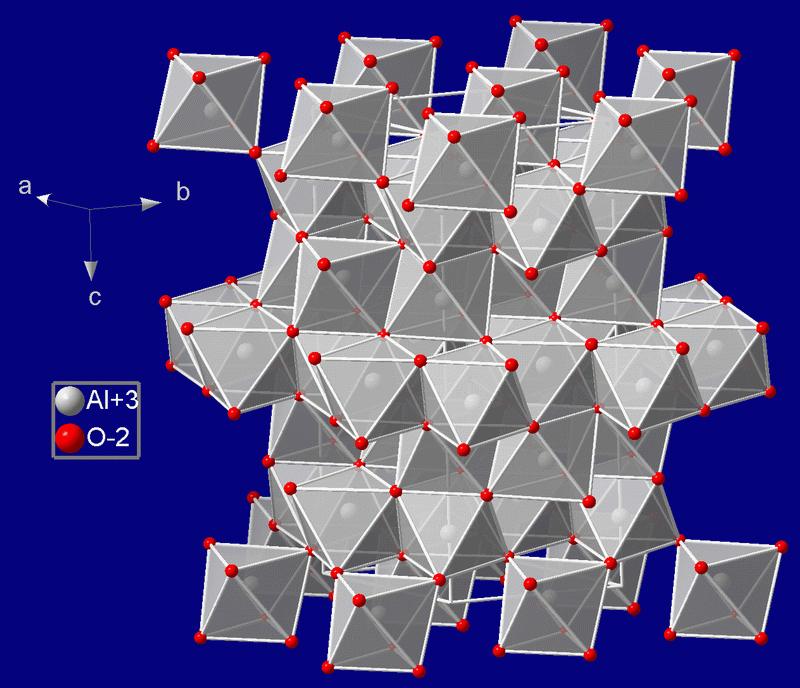
α-氧化铝的晶格结构

蓝宝石的成分是高纯的α-氧化铝。在α-氧化铝的晶格中，氧离子（O2-）为六方紧密堆积，铝离子（Al3+）对称地分布在氧离子围成的八面配体中心，晶格能很大，故熔点、沸点很高。天然存在的α型氧化铝晶体叫做刚玉。优质刚玉俗称宝石，如蓝宝石、红宝石等，主要用于首饰，其微粒可制精密仪表的轴承；普通刚玉成黑色或棕红色，可以作为磨料。

## 颜色
蓝宝石有深蓝、淺蓝、透明、粉红、黄、绿、白等多种颜色，甚至在同一颗石有多种颜色。颜色是影响蓝宝石价值的重要因素。 一般来说，颜色越浓郁且不含有明显的色域或色带，宝石越值钱。但是仍然有一些设计师会利用不同色域来设计特殊图案。价值最高的蓝宝石颜色，由蓝色至靛蓝色，只要不使色调变暗，或降低其亮度，色度高越好。其他颜色的蓝宝石都不大值钱，唯一非蓝色而贵重的是一种粉橙色的蓝宝石，称为Padparacha或Padparadja。
蓝宝石中含有什么元素直接决定宝石的颜色色调，含量多少则决定色调的饱和度。研究证明，当刚玉不含任何微量元素时，呈现为无色；当含有微量的铬元素时，呈现为红色，即红宝石；当含有微量的铁、钛元素时，呈现为蓝色；当含有铁、镍等元素时呈现为黄色。
| 名称      | 红宝石              | 红宝石              | 红宝石              | 蓝宝石  | 蓝宝石        | 蓝宝石      | 蓝宝石     | 蓝宝石             |
| 颜色      | 浅红                | 桃红                | 深红                | 黄      | 金黄          | 橙红        | 蓝         | 紫                 |
| 杂质      | 三氧化二铬（Cr2O3） | 三氧化二铬（Cr2O3） | 三氧化二铬（Cr2O3） | NiO     | Cr2O3+NiO     | Cr2O3+NiO   | TiO2+Fe2O3 | TiO2 +Fe2O3 +Cr2O3 |
| 含量（%） | 0.05~0.1            | 0.1~0.2             | 2~3                 | 0.5~1.0 | 0.01~0.05+0.5 | 0.2~0.5+0.5 | 0.5+1.5    | 0.5+1.5+0.1        |

## 天然蓝宝石

### 产地
藍寶石的產地在泰國、緬甸、錫蘭（斯里蘭卡）、非洲的馬達加斯加、克什米爾地區、寮國、柬埔寨，其中最稀有的產地應屬於克什米爾地

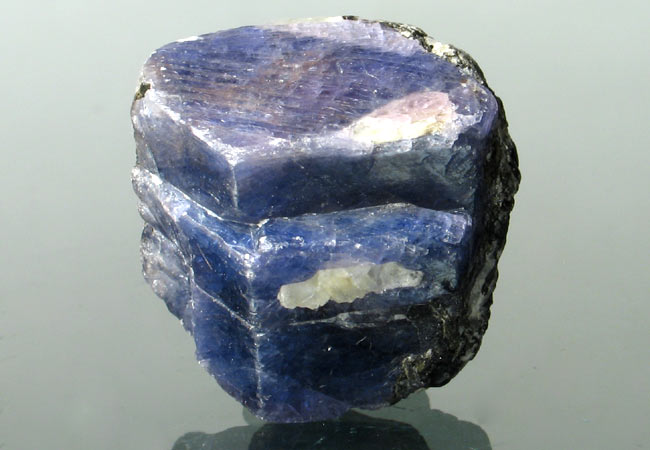
馬達加斯加出產的藍寶石

區的藍寶石。亦有寶石專家指出，全世界只有三個地方出產上等藍寶石：緬甸、斯里蘭卡、馬達加斯加。缅甸产的蓝色蓝宝石被收藏家视为瑰宝，它的颜色让人联想到天空及海洋。美国宝石学院表示，中古世纪的神职人员会在教士戒上镶嵌蓝色蓝宝石，就是因为这颜色是天堂的象征。
中国也出产蓝宝石，但是品质中等，其中以山东昌乐出产的最為上乘。黑龙江出产的蓝宝石特点是颗粒小而色泽艳丽。江苏六合則是色泽鲜亮通透，但缺点是多数有裂痕。海南文昌、福建明溪的蓝宝石颗粒比较细小，颜色较為纯正，透明度也好。

### 名品
东方蓝巨人是已知最大的蓝色蓝宝石，发现于喀什米尔地区，重达486.52克拉（97.3克）。
藍寶石之中有一種更為罕見的“星光藍寶石”，在歷史上十分著名。其內部有針狀的細微雜质，造成稱為星芒的光學效應，因而得名。著名的星光藍寶石如“亚当之星”、“印度之星”與“昆士蘭黑星”，都曾登上頭條新聞。其中，“亚当之星”重达1404.49克拉，估价至少值1亿美元；563克拉的“印度之星”，可能是全世界最知名的星光藍寶石。它三百多年前在斯里蘭卡礦場現身，曾是美國金融業鉅子J·P·摩根的珍藏，1900年摩根把它捐給了美國自然史博物館；而733克拉的“昆士蘭黑星”是1930年代在澳洲被發現的。

## 人造蓝宝石

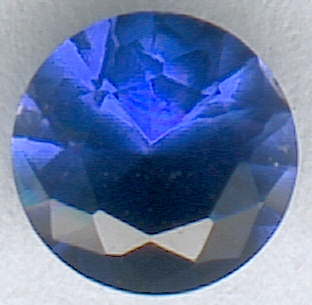
合成藍寶石

### 生产

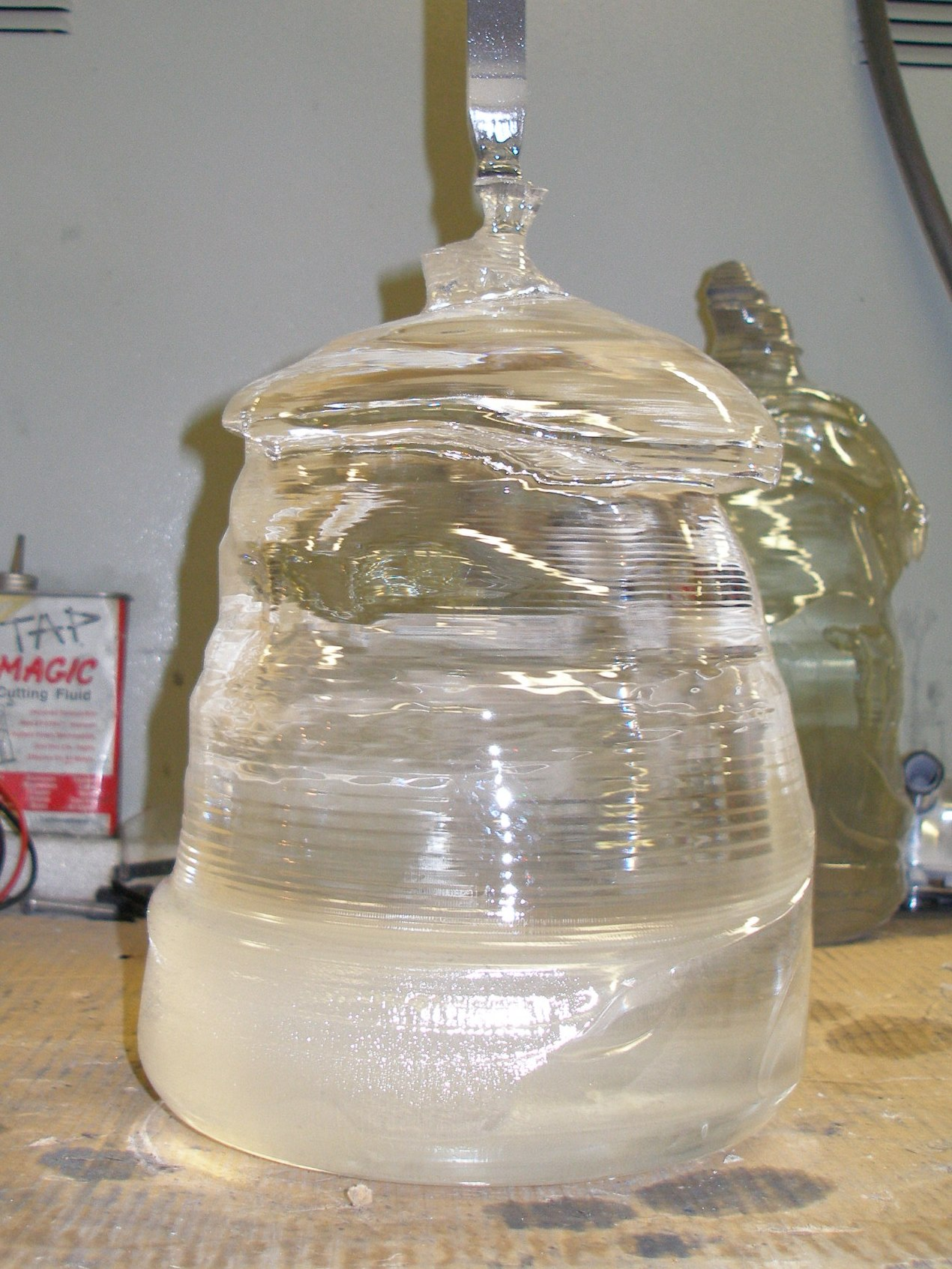
泡生法蓝宝石晶体

在实验室里可以很容易和便宜地生产出宝石级的红宝石和蓝宝石。目前国际上主流的晶石生产方法是泡生法（Kyropoulos），是一种从熔融液体中生长单晶体的晶体生长法。此外还有焰熔法（Flame fusion）、提拉法、热交换法（Heat Exchanger Method）、导模法（Edge Defined Film-Fed Growth）等。合成蓝宝石的化学成分和物理性质与天然蓝宝石相同。合成蓝宝石的鉴别特征是晶体生长条纹，在快速晶体生长过程中由于提拉生长，它通常是弯曲的。
2018年2月13日，全球最大泡生法蓝宝石晶体在中國内蒙古一所電子材料生產商成功面世。该晶体重量445公斤，外形规整，通体透明，无裂纹，无晶界，气泡较少，可应用于LED的4英寸晶棒有效长度达到4550mm以上。2017年该记录保持者是俄罗斯的350公斤人造蓝宝石。

### 应用
蓝宝石晶体是半导体GaN/Al2O3发光二极管（LED）、大规模集成电路SOI和SOS及超导纳米结构薄膜等理想的衬底材料。苹果在iPhone 5的镜头上率先开始采用蓝宝石玻璃镜片。得益于蓝宝石玻璃的耐刮划特性，之后的iPhone 5s的指纹识别模块的盖板，Apple Watch的屏幕保护玻璃也采用了蓝宝石玻璃。

## 外部連結
- 藍寶石 - Mindat （页面存档备份，存于）